# Ne délivrer que sur ordonnance
 (septembre 2017).
Si vous disposez d'ouvrages ou d'articles de référence ou si vous connaissez des sites web de qualité traitant du thème abordé ici, merci de compléter l'article en donnant les références utiles à sa vérifiabilité et en les liant à la section « Notes et références ».
Ne délivrer que sur ordonnance est le premier roman de Jean Freustié, publié en 1952.

## Résumé
Le 8/11/1942 les Alliés débarquent en Afrique du Nord. Jean, arrivé médecin militaire à Msallah en 40 et resté interne à l'hôpital, a couché avec SuzaIl est rappelé par la Santé Militaire à Ifri. nne, femme d'un ami, pharmacien de l'hôpital, au début de la semaine, lui fait des piqures de drogue à sa demande et s'en fait un peu aussi. La Santé Militaire le rappelle à Ifri puis le renvoie à Msallah où il remmène Henriette rencontrée dans la rue. Suzanne n'est pas jalouse. Le mari de Suzanne est mobilisé et lui confie Suzanne qui vient vivre à côté d'Henriette et lui. Suzanne part. Il détruit la drogue. Il est rappelé comme infirmier de garnison à Ifris et achète de la morphine tous les soirs. Il s'éprend de Claire, 17 ans, libraire, la prenant pour une pharmacienne dont la drogue ne se délivre que sur ordonnance. Puis il se cache. Pour économiser sa morphine, il avale de l'opium. Claire le retrouve. Il vole 300j de morphine à l'hôpital. Il est muté d'urgence à Daia et ne peut revoir Claire. Puis il repart à Ifri. Il retrouve Claire et jette toute sa drogue. Il rechute, elle l'abandonne et le fait emmener à l'hôpital.